# Новопортівське нафтогазоконденсатне родовище
Новопортівське нафтогазоконденсатне родовище — одне з родовищ півострова Ямал у Тюменській області Росії

## Загальна інформація
Новопортівське родовище було відкрите у 1964 році. Воно розташоване за 250 км на північ від Надима та за 30 км від узбережжя Обської губи.
На родовищі виявлено щонайменше 15 газоконденсатонафтових, 3 газонафтових, 2 газоконденсатних та 5 газових покладів. 
Колектори — пісковики із лінзовидними вкрапленнями глин та вапняків, а на рівні фундаменту (2700 — 3200 м) тріщинуваті вапняки.
Видобувні запаси нафти та конденсату оцінюються у 250 млн тон. Станом на 2017 рік початкові видобувні запаси выльного газу за російськими категоріями А+В+С1 оцінювались у 269 млрд м3 (з урахуванням категорії С2 до 320 млрд м3).

## Розробка
Розробку Новопортівського родовища здійснює «Газпромнефть». Враховуючи відсутність у цьому районі інфраструктури, було вирішено здійснювати вивіз нафти морським шляхом. У 2011 році здійснена пробна проводка за допомогою атомного криголаму з порту Сабетта на північному сході Ямалу до мису Кам'яний, де збирались розташовувати береговий термінал. В 2016-му ввели в дію нафтопровід та термінал "Ворота Арктики".  
Для запобігання спалюванню попутного нафтового газу у 2015 році було замовлено спорудження установки комплексної підготовки газу потужністю 4 млрд м³ на рік (з перспективою розширення до 7 млрд м³). Завершення робіт заплановане на грудень 2017 року. До комплексу об'єктів УКПГ ввійдуть також блок підготовки паливного газу та котельна. Частина газу споживається власною електростанцією потужністю 96 МВт, тоді як не використаний для виробництва енергії газ закачували назад у пласт для підтримки пластового тиску.
В межах повномасштабної розробки газових покладів в 2021 році ввели в дію газопровід Новопортівське – Ябмург-Тула.